# Anna Jean Ayres
Anna Jean Ayres (18 de enero de 1920 – 16 de diciembre de 1988) fue una terapeuta ocupacional americana, psicopedagoga y defensora de las personas con discapacidad. Se hizo conocida por su trabajo en la teoría de integración sensorial (SI)

## Educación
Nacida en una granja de nogal en Visalia, California, en 1920,los padres de Ayres, Fletcher y Louise (Stamm) Ayres, ambos eran profesores . En su etapa de crecimiento, Ayres decía que tenía síntomas similares a las disfunciones que ella estudiaría más adelante. Ayres recibió su licenciatura en Terapia Ocupacional en 1945, su maestría en Terapia Ocupacional en 1954 y su doctorado en Psicología de la educación en 1961, todos de la Universidad del Sur de California en Los Ángeles. Ella comenzó su trabajo posdoctoral en el Instituto de investigación cerebral UCLA desde 1964 a 1966 bajo Dr.Arthur Parmelee. Ella era también un miembro de la Facultad en los departamentos de Terapia Ocupacional y educación especial en la Universidad del Sur de California desde 1955 a 1984.
Ayres escribió dos libros y más de treinta artículos. En 1975 ella estandarizó pruebas originalmente conocidas como pruebas de integración sensorial de California meridional y más tarde revisó la integración sensorial y Praxis pruebas en 1989. 
En 1976, Ayres fundó una práctica pediátrica privada llamada la clínica Ayres en Torrance, California, donde llevó a cabo la evaluación de terapia ocupacional e intervención en niños y adultos con una variedad de desórdenes, incluyendo problemas de aprendizaje y autismo.

## Desarrollo de la Teoría de Integración Sensorial

### Disfunción de Integración Sensorial
Basándose en el trabajo de Charles S. Sherrington y otros,ella comenzó a desarrollar la teoría y técnicas de intervención asociada de integración sensorial en la década de 1950 por examinar la relación entre el cerebro y el comportamiento. Por la década de 1960, la Dr. Ayres reconoció y descrito "discapacidades ocultas" o "disfunción en los procesos de integración sensoriales" (Ayres, 1963,1968), que más adelante se refirió a como Disfunción Integrativa Sensorial. Ella originó la teoría para explicar la relación entre el déficit en la interpretación de la sensación del cuerpo, el medio ambiente y dificultades con el académico o el motor de aprendizaje.” Entre 1968 y 1989, Ayres utiliza pruebas sensoriales en función integradora y práctica con los niños con y sin dificultades de aprendizaje y sensoriomotoras. Éstos fueron publicados originalmente como "Southern California pruebas integración sensorial" (SCSIT; 1975) y más tarde como La integración sensorial y Praxis (SIPT; las pruebas 1989). Ha publicado numerosos análisis factoriales de los resultados de la evaluación que le permitieron identificar patrones de disfunción Integrativa sensorial, que más tarde fueron confirmados por otros investigadores y ampliado a por ejemplo, en el contexto de trastorno por déficit e hiperactividad de atención.).

### Integración Sensorial
"La teoría de integración sensorial se usa para explicar porque los individuos se comportan de particulares maneras, el plan de intervención para mejorar dificultades y predecir cómo cambiará la conducta como resultado de la intervención" (p. 5). Dr. Ayres define la integración sensorial como "la organización de sensaciones para su uso. Nuestros sentidos nos dan información sobre las condiciones físicas de nuestro cuerpo y el entorno que nos rodea. El cerebro debe organizar todas nuestras sensaciones, si una persona espera moverse, aprender y comportarse de una manera productiva" (p. 5).
Ayres publicó su definición de "integración sensorial" en 1972, como el proceso neurológico que organiza la sensación del propio cuerpo, del ambiente y hace posible utilizar el cuerpo eficazmente en el entorno. (p. 11).  En 1979, la Dr. Ayres publicó la integración sensorial y el niño,un libro para "ayudar a los padres a reconocer problemas integración sensoriales en sus hijos, comprender lo que está sucediendo y hacer algo para ayudar a su hijo. ”

### Terapia de Integración Sensorial
Como un enfoque de intervención, terapia de integración sensorial se utiliza como "una clínica marco de referencia para la evaluación y el tratamiento de personas que tienen trastornos funcionales en el procesamiento sensorial" (p. 325). Ayres considera intervención de integración sensorial "una especialidad de terapia ocupacional" (Ayres, 1979, p.155).Así, la evaluación y la intervención desde una perspectiva de integración sensorial son más utilizados por los profesionales de terapia ocupacional en el tratamiento de niños con dificultades en el desempeño ocupacional y participación relacionados con sensorial disfunción del procesamiento sensorial o integrativa. 
Ella desarrolló el enfoque de intervención a través de la investigación empírica.  Muchos profesionales sostener que Dr. Ayres creó una de las primeras estructuras para la práctica basada en evidencia en terapia ocupacional a través de su desarrollo de la teoría (Ayres, 1972), modelo de desarrollo (Ayres, 1979-2005), evaluación (Ayres, 1989) y estrategias de intervención (Ayres, 1972).
Una revisión reciente concluyó que SIT es "ineficaz y que sus bases teóricas y prácticas de evaluación no validadas." Por otra parte los autores advirtieron que existen técnicas SIT "fuera delos límites de la práctica basada en evidencia establecida" y que sienta es "muy posible un mal uso de recursos limitados".
Práctica y la teoría de integración sensorial se ha reunido con resistencia dentro de la profesión de terapia ocupacional, así como otras disciplinas.

## Premios y reconocimientos
Ayres recibió numerosos honores de la Asociación Americana de terapia ocupacional (AOTA)--incluyendo el lectorado de Slagle Eleanor Clark, el premio al mérito y un miembro de carta en la Academia de AOTA de investigación— y fue nombrado en la lista de becarios. Ella ha sido descrita por sus estudiantes y colegas como "una pionera en Neurociencia afectiva" (Schneider, 2005), un "desarrollo teórico" (Knox, 2005), "uno de los teóricos motorperceptuales originales" (Smith bajo, 2005), "una pionera en la comprensión de dispraxia del desarrollo" (Cermak, 2005) y"una astuta observadora del comportamiento humano y desarrollo neurológico" (Bauman, 2005) .
Ella se dedicó a la promoción de estrategias de intervenciones basadas en la ciencia conduce a una mejor calidad de vida para personas con discapacidad y sus familias. "Su trabajo hizo importantes avances en la comprensión de la neurociencia clínica, la importancia de la experiencia en el desarrollo cerebral, el papel de defensividad táctil y desórdenes de modulación sensorial como contribuyentes a los trastornos del comportamiento y el impacto de registro sensorial en el autismo, entre otros." 
| Si he sido productiva, es en parte porque he tenido la ventaja de contacto con aquellos con el coraje, así como la capacidad para pensar independientemente y a lo largo de líneas poco ortodoxas. No ha sido fácil para las profesiones de ayuda a concebir de la conducta humana como un expreso del cerebro, y todavía están luchando para hacerlo... El empleo de mecanismos de los nervios para mejorar el desarrollo motor está ahora bien establecida; el área de mayor crecimiento y controversia actual radica en el uso de constructos neurológicos para ayudar en la comprensión y el mejoramiento de las funciones cognitivas tales como problemas de aprendizaje; el siguiente paso puede ser un ataque más fructífera en emocional y comportamiento trastornos.— — Jean Ayres (1974, p. xi) |

Ayres murió de complicaciones de cáncer de mama el 16 de diciembre de 1988.